# Kulcsár Mihályné
Kulcsár Mihályné, született Durkó Anna Julianna (Mezőgyán, 1951–) a magyarországi modern fejlesztőpedagógia megteremtésének egyik első képviselője, a komplex mozgásterápia kidolgozója és alkalmazója.

## Életpálya[1]
1951-ben született Mezőgyánon. Szüleivel és testvéreivel még gyermekkorában a jobb megélhetés reményében költöztek Szár községébe. Általános iskolai tanulmányait itt fejezte be. Később a 12 km-re található bicskei Vajda János Gimnáziumba járt, ahol 1969-ben sikeres érettségi vizsgát tett. Már ekkor elhivatottságot érzett a gyermekek tanítására, fejlesztésére, ezért munkába állt a vértesacsai Óvodában. Munkájához szakképesítésre volt szüksége, így jelentkezett a Kecskeméti Óvónőképzőbe, ahová felvételt nyert és 1972-ben Felsőfokú Óvónőként végzett. Dolgozott óvónőként, napközis-, majd alsó tagozatos tanítóként, nevelési tanácsadóban fejlesztő pedagógusként. Végül mint önálló vállalkozó tanulási problémás gyermekek fejlesztésével foglalkozik. Az 1970-es években kezdett tanítani és látta, érezte, hogy szükség lenne egy olyan módszerre, mellyel a tanulási nehézséggel küzdő gyerekeken tudna segíteni, illetve megelőzni a problémát. Vizsgálódásai egyre inkább a mozgás felé terelték figyelmét. Saját tapasztalatai is megerősítették a szakirodalomban tanultakat: milyen összefüggés van a mozgás és az idegrendszer fejlettsége – érettsége között.
A szakirodalomra és saját tapasztalataira támaszkodva kidolgozta mozgásterápiáját – Mozgásterápia a tanulási nehézségek megelőzésére és oldására címmel -, melynek segítségével minimális eszközigénnyel megelőzhető, illetve lényegesen csökkenthető vagy felszámolható a tanulási nehézség. Módszerével viszonylag rövid idő alatt javulnak a dyslexiás, dysgraphiás tünetek és enyhülnek a kialakult magatartási problémák. Rendszeres gyakorlással az alacsonyabb IQ-val rendelkező gyermekeknél mérhető szintemelkedés érhető el. A módszer sikeresen alkalmazható felnőtteknél is (A genetikai alapú tanulási problémák megoldására más módszerek is kellenek). A módszert igyekszik mindenki számára hozzáférhetővé tenni. 1988 óta oktatja tanfolyam formájában, 1999 óta akkreditált továbbképzésként, kiadta könyv formájában is. 1990-ben Tanulási problémákkal küzdő gyermekek vizsgálati módszerei és terápiája címmel, 1995-től a Tanulás öröm is lehet címmel. Az első összefoglaló jellegű jegyzetet 1987-ben készítette, de nem jelent meg.
Munkája során meggyőződésévé vált, hogy az idegrendszeri éretlenség mellett, a lelki traumák is jelentős szerepet játszanak a tanulási nehézség és a magatartási zavar kialakulásában. Ezen lelki traumák feloldására dolgozta ki a Technikák a tanítással, tanulással kapcsolatos pszichés gátlások oldására című módszerét, mely egyaránt használható óvodás és általános iskolás korú gyermekeknél és segítséget ad a velük foglalkozó pedagógusok számára is.
Óvodás – iskolás korú gyerekekkel foglalkozik és tanfolyamokat, előadásokat tart országszerte, egyre gyakrabban külföldön is (Románia, Szlovákia). Módszerét folyamatosan fejleszti és kiterjeszti mozgásproblémákkal küzdő csecsemők, kisgyermekek kezelésére is. 
Az idegrendszer és a pedagógia ilyen szoros összefonódásának, egymásra gyakorolt hatásának kifejezésére a „neuropedagógia” a legmegfelelőbb szó. Az ezzel foglalkozó szakember pedig a „neuropedagógus”.

### Tanulmányai[2]
- 1978 - Tanári diploma megszerzése történelemből (Pécs, Tanárképző főiskola)
- 1972 - Óvodapedagógiai diploma megszerzése (Kecskemét, Felsőfokú Óvónőképző)
- 1969 - Érettségi megszerzése (Bicske, Vajda János Gimnázium)

### Munkahelyei[2]
- 2012-től  - Neuro-Logo-Ped Kft., Bicske
- 1999-2011 - Logo-Ped KM. Bt., Bicske
- 1995-1999 - Szellemi Szabadfoglalkozású Vállalkozó, Bicske
- 1988-1995 - Nevelési Tanácsadó, Bicske
- 1976-1988 - 1 sz. Általános Iskola, Bicske
- 1972-1976 - 1 sz. Óvoda, Bicske
- 1971-ben  - Óvoda, Mány
- 1960-1970 - Óvoda, Vértesacsa

### Fontosabb munkái[1]
- 1988 óta oktatja módszerét tanfolyam formájában: Mozgásterápia a tanulási nehézségek megelőzésére és oldására címmel.
- 1990-ben jelent meg első könyve a Tanulási problémákkal küzdő gyermekek vizsgálati módszerei és terápiája címmel (Magánkiadás).
- 1995-ben jelent meg második könyve a Tanulás öröm is lehet címmel (Magánkiadás, ISBN 963 550 564 7).
- 1999-ben sikeresen akkreditáltatta a Mozgásterápia a tanulási nehézségek megelőzésére és oldására című tanfolyamát, ezzel bekerült a pedagógus továbbképzési jegyzékbe (OKM-2/24/2009).[3]
- 2008-ban sikeresen akkreditáltatta a  Technikák a tanítással, tanulással kapcsolatos pszichés gátlások oldására tanfolyamát, ezzel bekerült a pedagógus továbbképzési jegyzékbe (OKM-1/22/2008).[3]